# Санта Марија дел Пјано (Парма)
Санта Марија дел Пјано је насеље у Италији у округу Парма, региону Емилија-Ромања.
Према процени из 2011. у насељу је живело 959 становника. Насеље се налази на надморској висини од 203 м.